# Millers Creek
Millers Creek és una concentració de població designada pel cens dels Estats Units a l'estat de Carolina del Nord. Segons el cens del 2000 tenia 2.071 habitants.

## Demografia
Segons el cens del 2000, Millers Creek tenia 2.071 habitants, 850 habitatges i 619 famílies. La densitat de població era de 177,7 habitants per km².
Dels 850 habitatges en un 29,2% hi vivien nens de menys de 18 anys, en un 58,6% hi vivien parelles casades, en un 11,4% dones solteres, i en un 27,1% no eren unitats familiars. En el 22,8% dels habitatges hi vivien persones soles el 10,6% de les quals corresponia a persones de 65 anys o més que vivien soles. El nombre mitjà de persones vivint en cada habitatge era de 2,44 i el nombre mitjà de persones que vivien en cada família era de 2,84.
Per edats la població es repartia de la següent manera: un 21,1% tenia menys de 18 anys, un 8,9% entre 18 i 24, un 29,9% entre 25 i 44, un 25,7% de 45 a 60 i un 14,3% 65 anys o més.
L'edat mediana era de 39 anys. Per cada 100 dones de 18 o més anys hi havia 97,1 homes.
La renda mediana per habitatge era de 39.844 $ i la renda mediana per família de 43.476 $. Els homes tenien una renda mediana de 27.279 $ mentre que les dones 21.774 $. La renda per capita de la població era de 22.119 $. Entorn del 3,5% de les famílies i el 8,9% de la població estaven per davall del llindar de pobresa.

## Poblacions més properes
El següent diagrama mostra les poblacions més properes.